# European Open 2020 - Qualificazioni singolare
Le qualificazioni del singolare dell'European Open 2020 sono state un torneo di tennis preliminare per accedere alla fase finale della manifestazione. I vincitori dell'ultimo turno sono entrati di diritto nel tabellone principale. In caso di ritiro di uno o più giocatori aventi diritto a questi sono subentrati i lucky loser, ossia i giocatori che hanno perso nell'ultimo turno ma che avevano una classifica più alta rispetto agli altri partecipanti che avevano comunque perso nel turno finale.

## Teste di serie
1. Salvatore Caruso (qualificato)
2. João Sousa (ultimo turno, ritirato)
3. Federico Coria (ultimo turno, lucky loser)
4. Marcos Giron (qualificato)

1. Lloyd Harris (qualificato)
2. Yasutaka Uchiyama (ultimo turno)
3. Emil Ruusuvuori (qualificato)
4. Yūichi Sugita (ultimo turno)

## Qualificati
1. Salvatore Caruso
2. Emil Ruusuvuori

1. Lloyd Harris
2. Marcos Giron

### Lucky loser
1. Federico Coria

## Tabellone

### Legenda
| - Q = Qualificato - WC = Wild card - LL = Lucky loser | - ALT = Alternate - SE = Special Exempt - PR = Protected Ranking | - w/o = Walkover - r = Ritirato - d = Squalificato |

### Sezione 1
|  | Primo turno | Primo turno          | Primo turno      | Primo turno | Primo turno |  |  | Ultimo turno | Ultimo turno     | Ultimo turno     | Ultimo turno | Ultimo turno |  |
|  |             |                      |                  |             |             |  |  |              |                  |                  |              |              |  |
|  | 1           | Salvatore Caruso     | Salvatore Caruso | 7           | 6           |  |  |              |                  |                  |              |              |  |
|  | Alt         | Michael Geerts       | Michael Geerts   | 65          | 4           |  |  | 1            | Salvatore Caruso | Salvatore Caruso | 6            | 6            |  |
|  | WC          | Nicholas David Ionel | 4                | 6           | 6           |  |  | 8            | Yūichi Sugita    | Yūichi Sugita    | 3            | 4            |  |
|  | 8           | Yūichi Sugita        | 6                | 1           | 2           |  |  |              |                  |                  |              |              |  |

### Sezione 2
|  | Primo turno | Primo turno        | Primo turno        | Primo turno | Primo turno |  |  | Ultimo turno | Ultimo turno    | Ultimo turno    | Ultimo turno | Ultimo turno |  |
|  |             |                    |                    |             |             |  |  |              |                 |                 |              |              |  |
|  | 2           | João Sousa         | 6                  | 2           | 6           |  |  |              |                 |                 |              |              |  |
|  |             | Andreas Seppi      | 4                  | 6           | 4           |  |  | 2            | João Sousa      | João Sousa      | 1            | r            |  |
|  |             | Daniel Elahi Galán | Daniel Elahi Galán | 4           | 2           |  |  | 7            | Emil Ruusuvuori | Emil Ruusuvuori | 1            |              |  |
|  | 7           | Emil Ruusuvuori    | Emil Ruusuvuori    | 6           | 6           |  |  |              |                 |                 |              |              |  |

### Sezione 3
|  | Primo turno | Primo turno     | Primo turno     | Primo turno | Primo turno |  |  | Ultimo turno | Ultimo turno   | Ultimo turno   | Ultimo turno | Ultimo turno |  |
|  |             |                 |                 |             |             |  |  |              |                |                |              |              |  |
|  | 3           | Federico Coria  | Federico Coria  | 7           | 6           |  |  |              |                |                |              |              |  |
|  |             | Carlos Taberner | Carlos Taberner | 5           | 3           |  |  | 3            | Federico Coria | Federico Coria | 4            | 0            |  |
|  | WC          | Zane Khan       | Zane Khan       | 6(1)        | 2           |  |  | 5            | Lloyd Harris   | Lloyd Harris   | 6            | 6            |  |
|  | 5           | Lloyd Harris    | Lloyd Harris    | 7           | 6           |  |  |              |                |                |              |              |  |

### Sezione 4
|  | Primo turno | Primo turno       | Primo turno | Primo turno | Primo turno |  |  | Ultimo turno | Ultimo turno      | Ultimo turno      | Ultimo turno | Ultimo turno |  |
|  |             |                   |             |             |             |  |  |              |                   |                   |              |              |  |
|  | 4           | Marcos Giron      | 6           | 4           | 6           |  |  |              |                   |                   |              |              |  |
|  |             | Kamil Majchrzak   | 3           | 6           | 3           |  |  | 4            | Marcos Giron      | Marcos Giron      | 7            | 6            |  |
|  | Alt         | Liam Broady       | 4           | 6           | 1           |  |  | 6            | Yasutaka Uchiyama | Yasutaka Uchiyama | 6(1)         | 2            |  |
|  | 6           | Yasutaka Uchiyama | 6           | 3           | 6           |  |  |              |                   |                   |              |              |  |